# Astronomija u 1819.
◄◄ | ◄ | 1816. | 1817. | 1818. | 1819.  | 1820. | 1821. | 1822. | ► | ►►
Arhitektura • Astronomija • Biologija • Glazba • Kazalište • Kemija • Kiparstvo • Knjige • Književnost • Kršćanstvo • Meteorologija • Medicina • Politika • Pravo • Promet • Slikarstvo • Šport • Znanost
Astronomija u 1819.

## Svijet

### Otkrića
- Njemački astronom Johann Franz Encke prvi izračunao putanju Enckeova kometa i prepoznao njegovu periodičnost.[1]

## Vanjske poveznice
|  | Zajednički poslužitelj ima još gradiva o temi Astronomija u 1819. |